# Епархия Сипакиры

Герб епархии Сипакиры

Епархия Сипакиры (лат. Dioecesis Zipaquirensis) — епархия Римско-Католической церкви с центром в городе Сипакира, Колумбия. Епархия Сипакиры входит в митрополию Боготы. Кафедральным собором епархии Сипакиры является церковь Пресвятой Троицы.

## История
1 сентября 1951 года Римский папа Пий XII выпустил буллу «Ne nimia dioecesium», которой учредил епархию Сипакиры, выделив её из архиепархии Боготы.
16 марта 1962 года епархия Сипакиры передала часть своей территории для возведения новой епархии Факатативы.

## Ординарии епархии
- епископ Tulio Botero Salazar C.M.[1] (1.05.1952 — 8.12.1957) — назначен архиепископом Медельина;
- епископ Buenaventura Jáuregui Prieto (8.12.1957 — 8.07.1974);
- епископ Rubén Buitrago Trujillo O.A.R. (8.07.1974 — 27.09.1991);
- епископ Хорхе Энрике Хименес Карвахаль C.I.M. (9.11.1992 — 6.02.2004);
- епископ Héctor Cubillos Peña (30.06.2004 — пор настоящее время).

## Источник
- Annuario Pontificio, Libreria Editrice Vaticana, Città del Vaticano, 2003, ISBN 88-209-7422-3
- Булла Ne nimia dioecesium, AAS 44 (1952), стр. 441  (лат.)